# Fatih Karagümrük Spor Kulübü 2022-2023
Questa voce raccoglie le informazioni riguardanti il Fatih Karagümrük Spor Kulübü nelle competizioni ufficiali della stagione 2022-2023.

## Stagione
La stagione 2022-2023 è stata la novantasettesima nella storia del club e la sua ottava nella massima divisione. Essa vede il Fatih Karagümrük partecipare alla Süper Lig, per la terza stagione consecutiva, e alla Türkiye Kupası in ambito nazionale.
In Coppa di Turchia la squadra, dopo aver superato il Kırşehir e l'Uşakspor, viene eliminata agli ottavi di finale dall'İstanbul Başakşehir ai calci di rigori, sancendo così la fine del percorso dei rossoneri nella competizione.
Il 12 febbraio 2023, in seguito al devastante terremoto in Turchia e Siria, il Gaziantep e l'Hatayspor si sono ritirati dal campionato, per cui le partite contro queste squadre sono state assegnate vinte 3-0 a tavolino.
Il 24 maggio 2023 con la squadra al 9º posto in classifica, in seguito alla sconfitta per 4-1 contro il Trabzonspor ed alcuni risultati negativi, la società raggiunge l'accordo per la risoluzione contrattuale con Andrea Pirlo ed il suo staff, a tre giornate dalla conclusione del campionato, affidando la panchina ad interim ad Alparslan Erdem.
Con due vittorie ed un pareggio nelle ultime tre giornate di campionato, il 6 giugno la squadra conclude la stagione al settimo posto in classifica.

## Maglie e sponsor
Per la stagione 2022-2023, lo sponsor tecnico è Wulfz. Il main sponsor sulle maglie è VavaCars, piattaforma online turca specializzata nel commercio di auto nuove e usate, mentre lo sleeve sponsor è FKSK - Bitci.com, società turca di criptovalute.
|  | 1ª divisa | 2ª divisa | 3ª divisa |

## Organigramma societario
Organigramma societario tratto dal sito ufficiale.
Area direttiva
- Presidente: Süleyman Hurma
- Vice presidente: Serkan Hurma

Area tecnica
- Direttore sportivo: Murat Akın
- Allenatore: Andrea Pirlo[8], poi Alparslan Erdem[9]
- Allenatore in seconda: Roberto Baronio[8]
- Collaboratore tecnico: Mauro Bertoni[8], Alparslan Erdem[8]
- Preparatore atletico: Paolo Bertelli[8]
- Preparatore dei portieri: Nicola Pavarini[8]

## Rosa
Aggiornata al 18 febbraio 2023.

| N. |                       | Ruolo | Calciatore           |
| -- | --------------------- | ----- | -------------------- |
| 1  | Turchia (bandiera)    | P     | Batuhan Şen          |
| 2  | Italia (bandiera)     | P     | Emiliano Viviano     |
| 3  | Turchia (bandiera)    | D     | Emir Tintiş          |
| 4  | Italia (bandiera)     | D     | Davide Biraschi      |
| 5  | Kosovo (bandiera)     | D     | Ibrahim Drešević     |
| 6  | Portogallo (bandiera) | D     | Bruno Rodrigues      |
| 7  | Nigeria (bandiera)    | A     | Ahmed Musa           |
| 7  | Georgia (bandiera)    | C     | Saba Lobzhanidze     |
| 8  | Italia (bandiera)     | C     | Matteo Ricci         |
| 9  | Senegal (bandiera)    | A     | Mbaye Diagne         |
| 10 | Serbia (bandiera)     | C     | Adem Ljajić          |
| 11 | Turchia (bandiera)    | A     | Kerim Frei           |
| 13 | Turchia (bandiera)    | C     | Colin Kâzım-Richards |
| 14 | Turchia (bandiera)    | C     | Efe Tatli            |
| 16 | Italia (bandiera)     | A     | Fabio Borini         |
| 17 | Turchia (bandiera)    | C     | Samed Onur           |
| 18 | Germania (bandiera)   | C     | Levent Mercan        |
| 19 | Gambia (bandiera)     | A     | Ebrima Colley        |
| 21 | Svezia (bandiera)     | C     | Jimmy Durmaz         |

| N. |                           | Ruolo | Calciatore          |
| -- | ------------------------- | ----- | ------------------- |
| 22 | Turchia (bandiera)        | A     | Burak Kapacak       |
| 23 | Turchia (bandiera)        | P     | Cem Kablan          |
| 24 | Nigeria (bandiera)        | C     | Lawrence Nicholas   |
| 25 | Turchia (bandiera)        | C     | Mehmet Fatih Kurnaz |
| 27 | Russia (bandiera)         | C     | Magomed Ozdoev      |
| 29 | Uzbekistan (bandiera)     | C     | Otabek Shukurov     |
| 33 | Turchia (bandiera)        | C     | Ömer Gümüs          |
| 37 | Turchia (bandiera)        | D     | Efecan Mızrakcı     |
| 44 | Inghilterra (bandiera)    | D     | Steven Caulker      |
| 54 | Turchia (bandiera)        | C     | Salih Dursun        |
| 70 | Costa d'Avorio (bandiera) | A     | Jean Evrard Kouassi |
| 77 | Belgio (bandiera)         | C     | Adnan Ugur          |
| 86 | Turchia (bandiera)        | D     | Burak Bekaroğlu     |
| 88 | Turchia (bandiera)        | C     | Caner Erkin         |
| 89 | Algeria (bandiera)        | C     | Sofiane Feghouli    |
| 90 | Turchia (bandiera)        | A     | Berke Demircan      |
| 91 | Italia (bandiera)         | C     | Andrea Bertolacci   |
| 94 | Paesi Bassi (bandiera)    | A     | Brahim Darri        |
| 99 | Turchia (bandiera)        | D     | Rayyan Baniya       |

## Calciomercato

### Sessione estiva(dall'1/7 all'8/9)
| Acquisti         | Acquisti             | Acquisti              | Acquisti                     |
| R.               | Nome                 | da                    | Modalità                     |
| ---------------- | -------------------- | --------------------- | ---------------------------- |
| D                | Steven Caulker       | Fenerbahçe            | fine contratto               |
| D                | Ibrahim Drešević     | Heerenveen            | fine contratto               |
| D                | Levent Mercan        | Schalke 04            | riscattato                   |
| C                | Lawrence Nicholas    | Chimki                | fine contratto               |
| C                | Magomed Ozdoev       | Zenit San Pietroburgo | fine contratto               |
| C                | Matteo Ricci         | Frosinone             | prestito                     |
| C                | Otabek Shukurov      | Sharjah               | definitivo (420.000 €)       |
| C                | Adnan Ugur           | Fortuna Sittard       | riscattato                   |
| A                | Ebrima Colley        | Atalanta              | prestito oneroso (50.000 €)  |
| A                | Mbaye Diagne         | Galatasaray           | fine contratto               |
| A                | Burak Kapacak        | Fenerbahçe            | prestito                     |
| A                | Colin Kâzım-Richards | Derby County          | fine contratto               |
| A                | Jean Evrard Kouassi  | Trabzonspor           | prestito oneroso (700.000 €) |
| A                | Emre Mor             | Celta Vigo            | riscattato                   |
| Altre operazioni |                      |                       |                              |
| R.               | Nome                 | da                    | Modalità                     |
| P                | Batuhan Şen          | Galatasaray           | prestito                     |
| D                | Efecan Mizrakci      | Fenerbahçe            | fine contratto               |
| D                | Egemen Pehlivan      | Bayrampaşaspor        | fine prestito                |
| D                | Emir Tintiş          | Galatasaray           | fine contratto               |
| D                | Emir Yazıcı          | Kuşadasıspor          | fine prestito                |
| C                | Mehmet Fatih Kurnaz  | Fortuna Sittard       | fine contratto               |
| C                | Efe Tatlı            | Adanaspor             | fine prestito                |

| Cessioni         | Cessioni            | Cessioni            | Cessioni             |
| R.               | Nome                | a                   | Modalità             |
| ---------------- | ------------------- | ------------------- | -------------------- |
| P                | Utku Yuvakuran      | Beşiktaş            | fine prestito        |
| D                | Jure Balkovec       | Alanyaspor          | definitivo           |
| D                | Alparslan Erdem     |                     | fine carriera        |
| D                | Derrick Luckassen   | PSV                 | fine prestito        |
| D                | Ervin Zukanović     | Asteras Tripolīs    | definitivo           |
| C                | Vato Arveladze      | Neftçi Baku         | definitivo           |
| C                | Lucas Biglia        | İstanbul Başakşehir | fine contratto       |
| C                | Kristijan Bistrović | CSKA Mosca          | fine prestito        |
| C                | Abdoulaye Touré     | Genoa               | fine prestito        |
| A                | Yann Karamoh        | Parma               | fine prestito        |
| A                | Emre Mor            | Fenerbahçe          | definitivo (2 mln €) |
| A                | Ahmed Musa          | Sivasspor           | definitivo           |
| A                | Aleksandar Pešić    | Stella Rossa        | definitivo (1 mln €) |
| A                | Yannis Salibur      |                     | fine contratto       |
| Altre operazioni |                     |                     |                      |
| R.               | Nome                | a                   | Modalità             |
| P                | Yavuz Aygün         | Isparta 32          | definitivo           |
| D                | Egemen Pehlivan     | Sapanca             | prestito             |
| D                | Emir Yazıcı         | Kuşadasıspor        | rinnovo prestito     |
| C                | Ömer Gümüs          | Vanspor             | prestito             |
| A                | Berke Demircan      | Isparta 32          | prestito             |

### Sessione invernale(dal 12/1 all'8/2)
| Acquisti         | Acquisti          | Acquisti     | Acquisti             |
| R.               | Nome              | da           | Modalità             |
| ---------------- | ----------------- | ------------ | -------------------- |
| D                | Bruno Rodrigues   | Braga        | prestito             |
| C                | Andrea Bertolacci |              | svincolato           |
| C                | Sofiane Feghouli  |              | svincolato           |
| C                | Adem Ljajić       |              | svincolato           |
| A                | Brahim Darri      | Al-Mesaimeer | definitivo           |
| Altre operazioni |                   |              |                      |
| R.               | Nome              | da           | Modalità             |
| D                | Emir Yazıcı       | Kuşadasıspor | risoluzione prestito |

| Cessioni         | Cessioni            | Cessioni            | Cessioni                  |
| R.               | Nome                | a                   | Modalità                  |
| ---------------- | ------------------- | ------------------- | ------------------------- |
| D                | Burak Bekaroğlu     |                     | risoluzione contrattuale  |
| D                | Steven Caulker      | Wigan               | risoluzione contrattuale  |
| C                | Jimmy Durmaz        | AIK                 | risoluzione contrattuale. |
| C                | Caner Erkin         | İstanbul Başakşehir | risoluzione contrattuale  |
| A                | Jean Evrard Kouassi | Trabzonspor         | risoluzione prestito      |
| Altre operazioni |                     |                     |                           |
| R.               | Nome                | a                   | Modalità                  |
| D                | Emir Yazıcı         | Niğde Anadolu       | prestito                  |

### Sessione straordinaria(dal 9/2 al 18/2)
In seguito al terremoto in Turchia e Siria del 2023 la Federazione, in accordo con la FIFA, hanno deciso di estendere la finestra di calciomercato invernale dal 9 al 18 febbraio.
| Acquisti         | Acquisti         | Acquisti      | Acquisti             |
| R.               | Nome             | da            | Modalità             |
| ---------------- | ---------------- | ------------- | -------------------- |
| C                | Saba Lobzhanidze | Hatayspor     | prestito             |
| Altre operazioni |                  |               |                      |
| R.               | Nome             | da            | Modalità             |
| D                | Emir Yazıcı      | Niğde Anadolu | risoluzione prestito |

| Cessioni | Cessioni | Cessioni | Cessioni |
| R.       | Nome     | a        | Modalità |
| -------- | -------- | -------- | -------- |

## Risultati

### Süper Lig

#### Girone di andata
| Arbitro: | Küçük |

|                         |           |                                               |
| Borini 56’ Biraschi 72’ | Marcatori | 19’, 70’ Eduardo 28’ Bekiroğlu 90+3’ Yardımcı |

| 13 agosto 2012 2ª giornata - Turno Di Riposo |  | – |  |  |

| Arbitro: | Kardeşler |

|                                                 |           |            |
| Weghorst 17’ N'Koudou 34’ Muleka 50’ Rosier 90’ | Marcatori | 53’ Diagne |

| Arbitro: | Altay |

|                                            |           |                   |
| Dursun 2’ Borini 9’, 48’ Diagne 83’ (rig.) | Marcatori | 53’ (aut.) Baniya |

| Sivas 3 settembre 2022, ore 19:15 UTC+3 5ª giornata | Sivasspor | 0 – 0 referto | Fatih Karagümrük | Nuovo stadio 4 settembre (3 089 spett.)\| Arbitro: \| Kol \| |
| Arbitro:                                            | Kol       |               |                  |                                                              |

| Arbitro: | Özdamar |

|              |           |           |
| Diagne 90+2’ | Marcatori | 75’ Bajić |

| Istanbul 18 settembre 2022, ore 17:00 UTC+3 7ª giornata | İstanbul Başakşehir | 0 – 0 referto | Fatih Karagümrük | Stadio Başakşehir Fatih Terim (2 350 spett.)\| Arbitro: \| Şimşek \| |
| Arbitro:                                                | Şimşek              |               |                  |                                                                      |

| Arbitro: | Şansalan |

|            |           |                       |
| Diagne 37’ | Marcatori | 67’ Rroca 74’ Topalli |

| Arbitro: | Karaoğlan |

|                                                                |           |                                                |
| Crespo 9’ Valencia 28’, 62’ (rig.), 73’ (rig.) Batshuayi 90+5’ | Marcatori | 16’, 66’ (rig.) Borini 24’ Kouassi 83’ Kapacak |

| Arbitro: | Bayarslan |

|                                              |           |  |
| Caulker 36’ Borini 45+3’ Diagne 90+8’ (rig.) | Marcatori |  |

| Arbitro: | Güzenge |

|          |           |                                   |
| Nayir 3’ | Marcatori | 8’ Biraschi 55’ Diagne 90’ Borini |

| Arbitro: | Şimşek |

|  |           |                       |
|  | Marcatori | 60’ Taşdemir 85’ Mata |

| Arbitro: | Bitigen |

|                                      |           |                      |
| Wright 35’ Vural 41’, 84’ Sarı 45+2’ | Marcatori | 4’ Colley 19’ Diagne |

| Arbitro: | Filiz |

|                             |           |                                     |
| Baniya 32’, 52’ Kouassi 69’ | Marcatori | 13’ Ersoy 20’ Figueiredo 65’ Merkel |

| Arbitro: | Özdamar |

|                 |           |            |
| Akbaba 11’, 43’ | Marcatori | 19’ Borini |

| Arbitro: | Öztürk |

|                                            |           |            |
| Ozdoev 6’ Borini 34’ Ricci 67’ Kouassi 87’ | Marcatori | 20’ Bartra |

| Arbitro: | Arslanboğa |

|                              |           |                                        |
| Mensah 57’ (rig.) Parlak 72’ | Marcatori | 1’ Mercan 12’, 63’ Diagne 47’ Shukurov |

| Arbitro: | Sağlam |

|                               |           |                       |
| Ozdoev 7’ Diagne 33’ Frei 88’ | Marcatori | 65’, 72’, 90+5’ Diouf |

| Arbitro: | Altay |

|                                       |           |                         |
| Hadergjonaj 30’ (rig.) Bahoken 90+10’ | Marcatori | 51’ Drešević 62’ Borini |

#### Girone di ritorno
| Arbitro: | Pakkan |

|                        |           |                 |
| Güneş 6’ Cavaleiro 83’ | Marcatori | 59’, 79’ Borini |

| 28 gennaio 2023 21ª giornata - Turno Di Riposo |  | – |  |  |

| Arbitro: | Şansalan |

|            |           |           |
| Ozdoev 49’ | Marcatori | 33’ Tosun |

| Arbitro: | Kardeşler |

|  |           |                                |
|  | Marcatori | 45+1’ Diagne 64’ (rig.) Borini |

| Arbitro: | Öztürk |

|                                   |           |                                |
| Diagne 45+4’, 53’, 80’ Ozdoev 69’ | Marcatori | 27’ Caicedo 90+1’, 90+6’ James |

| Arbitro: | Sağlam |

|                  |           |            |
| Bajić 20’ (rig.) | Marcatori | 75’ Mercan |

| Arbitro: | Numanoğlu |

|                           |           |                          |
| Borini 45+4’ Diagne 90+2’ | Marcatori | 42’ Aleksić 90+1’ Gürler |

| Arbitro: | Karaoğlan |

|  |           |            |
|  | Marcatori | 27’ Diagne |

| Arbitro: | Bitigen |

|            |           |                     |
| Ozdoev 24’ | Marcatori | 57’ Zajc 78’ Szalai |

| Antakya 15 aprile 2023, ore 19:00 UTC+3 29ª giornata | Hatayspor | 0 – 3 (tav.) referto | Fatih Karagümrük | Stadio nuovo di Hatay |

| Arbitro: | Şansalan |

|                                                         |           |                             |
| Lobzhanidze 45+1’ Borini 45+6’ (rig.), rig.’ Diagne 75’ | Marcatori | 36’ (rig.) Nayir 62’ Kayode |

| Arbitro: | Bayarslan |

|                                            |           |                            |
| Aktürkoğlu 3’ Oliveira 45’ (rig.) Boey 80’ | Marcatori | 18’ Diagne 26’, 30’ Borini |

| Arbitro: | Meler |

|  |           |           |
|  | Marcatori | 21’ Sinik |

| Gaziantep 7 maggio 2023, ore 19:00 UTC+3 33ª giornata | Gaziantep | 0 – 3 (tav.) referto | Fatih Karagümrük | Gaziantep Stadium |

| Arbitro: | Sağlam |

|                             |           |                                             |
| Özbir 44’ (aut.) Diagne 80’ | Marcatori | 51’ Ndiaye 76’ Onyekuru 84’ (aut.) Drešević |

| Arbitro: | Doman |

|                                             |           |            |
| Bartra 8’ Şen 20’ (aut.) Trézéguet 35’, 51’ | Marcatori | 14’ Diagne |

| Arbitro: | Erdoğan |

|               |           |  |
| Frei 16’, 28’ | Marcatori |  |

| Arbitro: | Kol |

|            |           |              |
| Moreno 40’ | Marcatori | 45+4’ Diagne |

| Arbitro: | Şeker |

|                                 |           |  |
| Lobzhanidze 13’ Diagne 67’, 82’ | Marcatori |  |

### Coppa di Turchia

#### Fase a eliminazione diretta
| Arbitro: | Şeker |

|                                         |           |  |
| Diagne 32’ Dursun 75’ Borini 87’ (rig.) | Marcatori |  |

| Arbitro: | Aydın |

|                                           |           |  |
| Kouassi 14’ Colley 71’ Kâzım-Richards 84’ | Marcatori |  |

| Arbitro: | Güzenge |

|                                           |                      |                                       |
| Diagne 32’ Frei 115’                      | Marcatori            | 71’ (aut.) Mercan 120+1’ Türüç        |
| Kâzım-Richards Drešević Biraschi Shukurov | Tiri di rigore 3 – 5 | Türüç Lima Özcan Ndayishimiye Caiçara |

## Statistiche di squadra
Aggiornate al 9 giugno 2023.

### Statistiche di squadra
| Competizione   | Punti            | In casa | In casa | In casa | In casa | In casa | In casa | In trasferta | In trasferta | In trasferta | In trasferta | In trasferta | In trasferta | Totale | Totale | Totale | Totale | Totale | Totale | DR  |
| Competizione   | Punti            | G       | V       | N       | P       | Gf      | Gs      | G            | V            | N            | P            | Gf           | Gs           | G      | V      | N      | P      | Gf     | Gs     | DR  |
| -------------- | ---------------- | ------- | ------- | ------- | ------- | ------- | ------- | ------------ | ------------ | ------------ | ------------ | ------------ | ------------ | ------ | ------ | ------ | ------ | ------ | ------ | --- |
| Süper Lig      | 51               | 18      | 7       | 5       | 6       | 40      | 31      | 18           | 6            | 7            | 5            | 35           | 32           | 36     | 13     | 12     | 11     | 75     | 63     | +12 |
| Türkiye Kupası | Ottavi di finale | 3       | 2       | 1       | 0       | 8       | 3       | 0            | 0            | 0            | 0            | 0            | 0            | 3      | 2      | 1      | 0      | 8      | 3      | +5  |
| Totale         | -                | 21      | 9       | 6       | 6       | 48      | 34      | 18           | 6            | 7            | 5            | 35           | 32           | 39     | 15     | 13     | 11     | 83     | 66     | +17 |

### Andamento in campionato
| Giornata  | 1  | 2  | 3  | 4  | 5  | 6  | 7  | 8  | 9  | 10 | 11 | 12 | 13 | 14 | 15 | 16 | 17 | 18 | 19 | 20 | 21 | 22 | 23 | 24 | 25 | 26 | 27 | 28 | 29 | 30 | 31 | 32 | 33 | 34 | 35 | 36 | 37 | 38 |
| --------- | -- | -- | -- | -- | -- | -- | -- | -- | -- | -- | -- | -- | -- | -- | -- | -- | -- | -- | -- | -- | -- | -- | -- | -- | -- | -- | -- | -- | -- | -- | -- | -- | -- | -- | -- | -- | -- | -- |
| Luogo     | C  | R  | T  | C  | T  | C  | T  | C  | T  | C  | T  | C  | T  | C  | T  | C  | T  | C  | T  | T  | R  | C  | T  | C  | T  | C  | T  | C  | T  | C  | T  | C  | T  | C  | T  | C  | T  | C  |
| Risultato | P  | -  | P  | V  | N  | N  | N  | P  | P  | V  | V  | P  | P  | N  | P  | V  | V  | N  | N  | N  | -  | N  | V  | V  | N  | N  | V  | P  | V  | V  | N  | P  | V  | P  | P  | V  | N  | V  |
| Posizione | 17 | 17 | 17 | 13 | 14 | 14 | 13 | 14 | 18 | 13 | 12 | 13 | 13 | 15 | 17 | 13 | 10 | 10 | 10 | 10 | 10 | 11 | 9  | 8  | 9  | 9  | 9  | 9  | 9  | 8  | 9  | 9  | 9  | 9  | 9  | 8  | 8  | 7  |

Fonte:  Evoluzione classifica Süper Lig 22/23, su transfermarkt.it, Transfermarkt.
Legenda:

Luogo: C = Casa; T = Trasferta. Risultato: V = Vittoria; N = Pareggio; P = Sconfitta.

### Statistiche dei giocatori
Aggiornate al 10 giugno 2023.
| Giocatore         | Süper Lig | Süper Lig | Süper Lig   | Süper Lig  | Türkiye Kupası | Türkiye Kupası | Türkiye Kupası | Türkiye Kupası | Totale   | Totale | Totale      | Totale     |
| Giocatore         | Presenze  | Reti      | Ammonizioni | Espulsioni | Presenze       | Reti           | Ammonizioni    | Espulsioni     | Presenze | Reti   | Ammonizioni | Espulsioni |
| ----------------- | --------- | --------- | ----------- | ---------- | -------------- | -------------- | -------------- | -------------- | -------- | ------ | ----------- | ---------- |
| R. Baniya         | 25        | 2         | 4           | 0          | 3              | 0              | 2              | 0              | 28       | 2      | 6           | 0          |
| B. Bekaroğlu      | 2         | 0         | 0           | 0          | -              | -              | -              | -              | 2        | 0      | 0           | 0          |
| A. Bertolacci     | 14        | 0         | 5           | 0          | 1              | 0              | 0              | 0              | 15       | 0      | 5           | 0          |
| D. Biraschi       | 29        | 2         | 3           | 1          | 3              | 0              | 1              | 0              | 32       | 2      | 4           | 1          |
| F. Borini         | 30        | 20        | 6           | 0          | 1              | 1              | 0              | 0              | 31       | 21     | 6           | 0          |
| S. Caulker        | 6         | 1         | 0           | 0          | 1              | 0              | 1              | 0              | 7        | 1      | 1           | 0          |
| E. Colley         | 27        | 1         | 3           | 1          | 3              | 1              | 0              | 0              | 30       | 2      | 3           | 1          |
| B. Darri          | 1         | 0         | 0           | 0          | 1              | 0              | 0              | 0              | 2        | 0      | 0           | 0          |
| B. Demircan       | 0         | 0         | 0           | 0          | 0              | 0              | 0              | 0              | 0        | 0      | 0           | 0          |
| M. Diagne         | 33        | 23        | 6           | 0          | 2              | 2              | 0              | 0              | 35       | 25     | 6           | 0          |
| I. Drešević       | 32        | 1         | 4           | 0          | 3              | 0              | 1              | 0              | 35       | 1      | 5           | 0          |
| J. Durmaz         | 13        | 0         | 2           | 0          | 0              | 0              | 0              | 0              | 13       | 0      | 2           | 0          |
| S. Dursun         | 22        | 1         | 4           | 0          | 3              | 1              | 1              | 0              | 25       | 2      | 5           | 0          |
| C. Erkin          | 12        | 0         | 2           | 0          | -              | -              | -              | -              | 12       | 0      | 2           | 0          |
| S. Feghouli       | 9         | 0         | 1           | 0          | 0              | 0              | 0              | 0              | 9        | 0      | 1           | 0          |
| K. Frei           | 18        | 3         | 0           | 0          | 3              | 1              | 0              | 0              | 21       | 4      | 0           | 0          |
| Ö. Gümüs          | 0         | 0         | 0           | 0          | -              | -              | -              | -              | 0        | 0      | 0           | 0          |
| C. Kablan         | 1         | 0         | 0           | 0          | 0              | 0              | 0              | 0              | 1        | 0      | 0           | 0          |
| B. Kapacak        | 13        | 1         | 2           | 0          | 3              | 0              | 0              | 0              | 16       | 1      | 2           | 0          |
| C. Kâzım-Richards | 17        | 0         | 1           | 0          | 2              | 1              | 0              | 0              | 19       | 1      | 1           | 0          |
| J. Kouassi        | 12        | 3         | 1           | 0          | 1              | 1              | 0              | 0              | 13       | 4      | 1           | 0          |
| M. Kurnaz         | -         | -         | -           | -          | -              | -              | -              | -              | -        | -      | -           | -          |
| A. Ljajić         | 9         | 0         | 0           | 0          | -              | -              | -              | -              | 9        | 0      | 0           | 0          |
| S. Lobzhanidze    | 10        | 2         | 0           | 0          | -              | -              | -              | -              | 10       | 2      | 0           | 0          |
| L. Mercan         | 29        | 2         | 1           | 0          | 3              | 0              | 1              | 0              | 32       | 2      | 2           | 0          |
| E. Mızrakcı       | 1         | 0         | 0           | 0          | 1              | 0              | 0              | 0              | 2        | 0      | 0           | 0          |
| A. Musa           | 3         | 0         | 1           | 0          | -              | -              | -              | -              | 3        | 0      | 1           | 0          |
| L. Nicholas       | 19        | 0         | 4           | 0          | 2              | 0              | 0              | 0              | 21       | 0      | 4           | 0          |
| S. Onur           | 6         | 0         | 0           | 0          | 1              | 0              | 1              | 0              | 7        | 0      | 1           | 0          |
| M. Ozdoev         | 33        | 5         | 7           | 0          | 1              | 0              | 0              | 0              | 34       | 5      | 7           | 0          |
| M. Ricci          | 16        | 1         | 4           | 0          | 3              | 0              | 0              | 0              | 19       | 1      | 4           | 0          |
| B. Rodrigues      | 5         | 0         | 1           | 0          | -              | -              | -              | -              | 5        | 0      | 1           | 0          |
| B. Şen            | 18        | -33       | 0           | 0          | 2              | -1             | 0              | 0              | 20       | -34    | 0           | 0          |
| O. Shukurov       | 28        | 1         | 9           | 1          | 3              | 0              | 0              | 0              | 31       | 1      | 9           | 1          |
| E. Tatli          | 0         | 0         | 0           | 0          | -              | -              | -              | -              | 0        | 0      | 0           | 0          |
| E. Tintiş         | 1         | 0         | 0           | 0          | 1              | 0              | 0              | 0              | 2        | 0      | 0           | 0          |
| A. Ugur           | 11        | 0         | 1           | 0          | 2              | 0              | 1              | 0              | 13       | 0      | 2           | 0          |
| E. Viviano        | 17        | -30       | 4           | 0          | 1              | -2             | 0              | 0              | 18       | -32    | 4           | 0          |

1. ↑  I giocatori i cui nomi sono in corsivo, sono stati ceduti ad altri club durante la stagione.